# Демократическая Республика Азербайджан
Демократическая Республика Азербайджан (азерб. Azərbaycan Demokratik Respublikası), также известна как Азербайджанское народное правительство (азерб. Azərbaycan Milli Höküməti) — государственное образование, созданное при участии СССР и существовавшее в течение непродолжительного времени (20 ноября 1945 года — 12 декабря 1946 года) в северном Иране. Занимало часть Иранского Азербайджана, столица — город Тебриз. Его создание и ликвидация (вместе с другим созданным при участии СССР государством — курдской Мехабадской республикой, которые давали СССР прямой выход к Ираку) было частью Иранского кризиса, который можно считать одним из предвестников Холодной войны.

## История

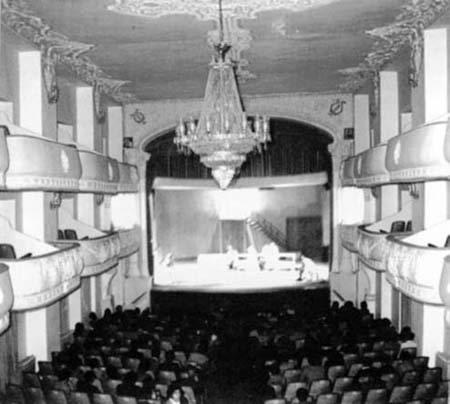
Театр Эрк расположен в Тебризе. После краха правительства театр был закрыт.

С целью недопущения использования Германией территории Ирана во время Второй мировой войны советские и британские войска совместно оккупировали страну в августе 1941 года. Советские войска с территории Армянской ССР, Азербайджанской ССР и Туркменской ССР и британские и индийские войска из Ирака атаковали иранскую территорию и вскоре установили контроль над страной. В сентябре британцы заставили шаха Реза Пехлеви отречься от престола в пользу своего сына Мухаммеда Реза Пехлеви, правившего до 1979 года.
Со смещением Реза Пехлеви в сентябре 1941 года советские войска заняли Тебриз и северо-западный Иран из военных и стратегических соображений. В Тебризе под руководством Джафара Пишевари в ноябре 1945 года было провозглашено Азербайджанское демократическое правительство. Государство было создано по прямому указанию Сталина, его создание базировалось на недовольстве многих местных жителей политикой централизации, проводившейся шахом Реза Пехлеви. С советской оккупацией северной части Ирана Сталин связывал планы распространения социализма при помощи создания зависимых от СССР государств: первым стала Демократическая республика Азербайджан, созданная в регионе с преобладанием азербайджанского населения, а через несколько месяцев (в январе 1946 года) было создано государство иранских курдов — Мехабадская республика. За время существования Демократической республики Азербайджан было проведено возрождение азербайджанского литературного языка, который был в значительной степени вытеснен персидским, с помощью писателей, журналистов и преподавателей из Азербайджанской ССР.
Пытаясь этнически унифицировать Иран, где половина населения состояла из этнических меньшинств, Реза Пехлеви запретил использование азербайджанского языка в школах, театрах, религиозных церемониях и книгоиздательстве. Эти приказы были изданы несмотря на то, что мать Реза Пехлеви и его жена имели азербайджанские корни. После Исламской революции 1979 года этот запрет был отменён.

## Создание
Демократическая партия Иранского Азербайджана (ДПИА, азерб. Firqah-i Dimukrat) публично объявила о своём создании в Тебризе 3 сентября 1945 года группой ветеранов-коммунистов во главе с Джафаром Пишевари. После этого всем членам Народной партии Ирана (НПИ) было предложено присоединиться к новообразованной партии. ДПИА расширила своё влияние на весь Иранский Азербайджан и инициировала местный переворот с помощью Красной армии, которая помешала вторжению иранской армии. В первую неделю сентября 1945 года ДПИА во главе с Джафаром Пишевари, давним лидером революционного движения в Гиляни, объявила себя во главе Иранского Азербайджана, обещав либеральные демократические реформы, и распустила местное отделение НПИ. Позднее, в сентябре 1945 года, на своём первом съезде ДПИ провозгласила создание крестьянского ополчения. Ополчение совершило бескровный переворот 18 ноября и 21 ноября 1945 года были заняты все оставшиеся государственные посты в провинции. Иранский Азербайджан «стал автономной республикой под руководством 39 членов национального исполнительного комитета». Премьер-министром республики стал Ахмад Кордари.
В то же время США стремительно наращивали военную помощь иранскому правительству. Под давлением со стороны США и Великобритании Советский Союз уменьшил оказываемую им помощь обоим созданным на севере Ирана государствам, и иранским военным удалось восстановить власть Ирана на северных территориях в ноябре 1946 года.
Согласно Тадеушу Светоховскому (Tadeusz Swietochowski):

 Как выяснилось, Советы вынуждены были признать, что их идеи в отношении Ирана были преждевременны. Вопрос об иранском Азербайджане стал одним из открытых столкновений холодной войны, и советским войскам пришлось отступить, в основном из-за давления со стороны Запада. Вскоре после этого автономная республика рухнула и члены Демократической партии нашли убежище в Советском Союзе, чтобы избежать возмездия со стороны иранцев. В Тебризе толпы, недавно рукоплескавшие автономной республике, приветствовали вернувшиеся иранские войска, азербайджанские студенты публично сжигали свои учебники, написанные на национальном языке. Основная масса населения, по-видимому, была не готова даже к региональному самоуправлению, поскольку это попахивало сепаратизмом.
Оригинальный текст (англ.)As it turned out, the Soviets had to recognize that their ideas on Iran were premature. The issue of Iranian Azerbaijan became one of the opening skirmishes of the Cold War, and, largely under the Western powers' pressure, Soviet forces withdrew in 1946. The autonomous republic collapsed soon afterward, and the members of the Democratic Party took refuge in the Soviet Union, fleeing Iranian revenge. In Tabriz, the crowds that had just recently applauded the autonomous republic were now greeting the returning Iranian troops, and Azerbaijani students publicly burned their native-language textbooks. The mass of the population was obviously not ready even for a regional self-government so long as it smacked of separatism.— 

### Советская поддержка
Рассекреченные документы времён Холодной войны показывают, что СССР был вовлечён в формирование правительства Пишевари по прямому приказу Сталина. Советские войска поддерживали существование новой автономии и препятствовали иранской армии установить контроль над регионом. После отхода советских войск иранские войска в декабре 1946 года вошли в регион, Пишевари и его кабинет бежали в Советский Союз.

## Ликвидация
13 июня 1946 года было достигнуто соглашение между Центральным правительством в Тегеране и делегатами из Иранского Азербайджана во главе с Пишевари. По этому соглашению Пишевари согласился отказаться от своей автономии, отказался от существования министерств и института премьер-министра, и автономия вошла в состав Ирана. Её парламент должен был быть преобразован в провинциальные советы, признанные и предусмотренные в Конституции Ирана.
К середине декабря 1946 года иранская армия заняла Тебриз, положив тем самым конец Народному Правительству Азербайджана после года его существования. За время существования автономии около 500 сторонников шаха были казнены.
Многие руководители и последователи уничтоженного государства нашли убежище в Азербайджанской ССР. Джафар Пишевари вскоре погиб в автомобильной катастрофе. Премьер-министр Кордари был в заключении в течение многих лет, а затем освобождён усилиями брата Каземи.

## В искусстве
Демократическая Республика Азербайджан упоминается в ряде произведений, среди которых:
- Роман Исы Гусейнова «Идеал»
- Графический роман Маржан Сатрапи «Персеполис» и его экранизация